# 5104 Skripnichenko
5104 Skripnichenko eller 1986 RU5 är en asteroid i huvudbältet som upptäcktes den 7 september 1986 av den ryska astronomen Ljudmila Tjernych vid Krims astrofysiska observatorium på Krim. Den är uppkallad efter den ryske astronomen Vladimir I. Skripnichenko.
Asteroiden har en diameter på ungefär 9 kilometer.